# Embden (Dakota Północna)
Embden – jednostka osadnicza w Stanach Zjednoczonych, w stanie Dakota Północna, w hrabstwie Cass.